# John Taverner
John Taverner (ur. 1490 w Lincolnshire, zm. 18 października 1545) – angielski kompozytor i organista, uważany za największego w swoich czasach.

## Wybrane dzieła

### Msze
1. Missa Gloria tibi Trinitas (6 głosów)
2. Missa Corona Spinea (6 głosów)
3. Missa O Michael (6 głosów)
4. Missa Sancti Wilhelmi (5 głosów)
5. Missa Mater Christi (5 głosów)
6. The Mean Mass (5 głosów)
7. The Plainsong Mass (4 głosy)
8. The Western Wynde Mass (4 głosy)

### Motety
1. Audivi vocem de caelo (4 głosy)
2. Ave Maria (5 głosów)
3. Dum transisset sabbatum (I) (5 głosów, także 4 głosy)
4. Dum transisset sabbatum (II) (4 głosy)
5. Ecce carissimi
6. Ex ejus tumba - Sospitati dedit aegro
7. Fac nobis secundum hoc nomen (5 głosów)
8. Fecundata sine viro (3 głosy)
9. Hodie nobis caelorum rex
10. In pace in idipsum (4 głosy)
11. Jesu spes poenitentibus (3 głosy)
12. Magnificat (4 głosy)
13. Magnificat (5 głosów)
14. Magnificat (6 głosów)
15. Mater Christi (5 głosów)
16. O Christe Jesu pastor bone (5 głosów)
17. Prudens virgo (3 głosy)
18. Sancte deus (5 głosów)
19. Sub tuum presidium (5 głosów)
20. Tam peccatum (3 głosy)
21. Traditur militibus (3 głosy)
22. Virgo pura (3 głosy)